# ビナシン
ビナシン（Vinashin）は、かつて存在したベトナムの造船企業グループ。ベトナム国営造船グループとして、報道されていた時期もある。2010年、経営破綻により国内の企業に大規模な事業譲渡が行われた。

## 概要
元々は、北ベトナム時代から続く国営企業。国内の数十にも及ぶ造船所を有していたほか、港湾事業や発電事業など関連企業などを通じ、国内のインフラストラクチャー構築にも大きく関与していた。1990年代以降はドイモイの流れを受け、事業規模を飛躍的に拡大。2007年上半期の造船事業部門の売上高は、約2億3000万ドルを超える規模に成長した。しかし、世界金融危機 (2007年-)やリーマン・ショックなど度重なる経済後退局面において財務体制が急速悪化。2010年には、金融機関への債務が自己資本10倍以上となり経営破綻。造船事業をペトロ・ベトナムに、港湾事業をビナラインへ譲渡した。

## 経営責任の追及
経営を悪化させた当事者としてファム・タイン・ビン元会長らが2010年8月に逮捕、起訴された。裁判の中では、本業の造船業の他、火力発電所の建設などを通じて公私混同や手抜き、放漫経営が明らかになった。2012年8月、背任罪に相当する罪で懲役20年、約5,000億ドン（2,400万米ドル）の民事賠償を命じる判決が下った。